# Бартоу (окръг, Джорджия)
Окръг Бартоу (на английски: Bartow County) е окръг в щата Джорджия, Съединени американски щати. Площта му е 1217 km², а населението - 122 834 души. Административен център е град Картърсвил.